# Sportvereinigung Ried von 1912 2016-2017
Questa voce raccoglie le informazioni riguardanti il Sportvereinigung Ried von 1912 nelle competizioni ufficiali della stagione 2016-2017.

## Rosa
Rosa aggiornata al 31 luglio 2016
| N. |                      | Ruolo | Calciatore       |
| -- | -------------------- | ----- | ---------------- |
| 1  | Germania (bandiera)  | P     | Thomas Gebauer   |
| 3  | Mozambico (bandiera) | D     | Ronny Marcos     |
| 4  | Austria (bandiera)   | C     | Marcel Ziegl     |
| 5  | Austria (bandiera)   | D     | Nico Antonitsch  |
| 6  | Turchia (bandiera)   | D     | Özgür Özdemir    |
| 8  | Austria (bandiera)   | C     | Gernot Trauner   |
| 10 | Austria (bandiera)   | C     | Peter Žulj       |
| 11 | Austria (bandiera)   | A     | Mathias Honsak   |
| 12 | Austria (bandiera)   | C     | Florian Hart     |
| 13 | Austria (bandiera)   | C     | Michael Brandner |
| 14 | Austria (bandiera)   | D     | Thomas Bergmann  |
| 15 | Germania (bandiera)  | D     | Dennis Chessa    |
| 17 | Austria (bandiera)   | A     | Marvin Egho      |

| N. |                    | Ruolo | Calciatore            |
| -- | ------------------ | ----- | --------------------- |
| 18 | Austria (bandiera) | C     | Albin Ramadani        |
| 19 | Austria (bandiera) | A     | Thomas Fröschl        |
| 20 | Austria (bandiera) | C     | Dieter Elsneg         |
| 21 | Austria (bandiera) | P     | Markus Schöller       |
| 22 | Austria (bandiera) | A     | Fabian Schubert       |
| 23 | Austria (bandiera) | C     | Valentin Frank        |
| 24 | Spagna (bandiera)  | D     | Alberto Prada         |
| 25 | Austria (bandiera) | C     | Patrick Möschl        |
| 26 | Austria (bandiera) | C     | Kevin Brandstätter    |
| 28 | Austria (bandiera) | D     | Thomas Reifeltshammer |
| 33 | Austria (bandiera) | C     | Clemens Walch         |
| 34 | Austria (bandiera) | P     | Reuf Durakovic        |